# Dunkelohrtaube
Die Dunkelohrtaube oder Grauscheiteltaube (Phapitreron cinereiceps) ist eine Art der Taubenvögel. Sie kommt ausschließlich auf einigen philippinischen Inseln vor. Von der IUCN wird diese Art zu den stark gefährdeten (endangered) Arten gerechnet. Der Bestand wird auf nur noch 240 bis knapp 1.000 Individuen geschätzt.

## Erscheinungsbild
Die Dunkelohrtaube erreicht eine Körperlänge von 26 Zentimetern. Sie ist damit etwas kleiner als die zur selben Gattung gehörenden Amethysttaube. Sie hat aber einen ähnlich langen und kräftigen Schnabel.
Das Körpergefieder ist auf der Oberseite dunkelbraun. Auf der Körperunterseite hat das Gefieder einen mehr rötlich-kastanienbraunen Ton. Der Scheitel und der Nacken sind dunkelbraun. Ähnlich wie bei der Amethysttaube und der Philippinen-Schwarzstrichtaube verläuft vom Schnabel ausgehend ein dunkler Farbstreif unterhalb des Auges. Anders als bei diesen zwei Arten der Braunen Fruchttauben fehlt jedoch darunter der weiße Farbstreif. Die Unterschwanzdecken sind von einem warmen Ocker. Der Schwanz ist dunkel und weist eine klar abgegrenzte Endbinde auf.

## Verbreitung und Verhalten
Die Dunkelohrtaube hat nur ein sehr kleines Verbreitungsgebiet. Sie kommt beziehungsweise kam nur auf den philippinischen Inseln Tawi-Tawi und Sanga-sanga des Sulu-Archipels vor. Ihr Verbreitungsgebiet entspricht nur 620 Quadratkilometer. 
Auf Tawitawi nutzt sie als Lebensraum überwiegend primären Regenwald. Auf Sanga-sanga wurde sie das letzte Mal 1987 beobachtet. Dort gilt sie mittlerweile als ausgestorben, da hier mittlerweile kein Wald mehr vorhanden ist. Auf Tawi-Tawi gibt es noch etwa 250 bis 300 Quadratkilometer Wald, der für die Dunkelohrtaube möglicherweise als Lebensraum in Frage kommt. In diesen Wäldern findet ein selektiver Holzeinschlag statt und Teile des Waldes werden gerodet, um Plantagen für Ölpalmen anzulegen. 
Die Dunkelohrtaube gilt als scheue und nur schwer zu beobachtende Art. Über die Fortpflanzungsbiologie dieser Art ist nur sehr wenig bekannt. Ein gefundenes Gelege enthielt zwei Jungvögel.

## Belege

## Weblink
- Phapitreron cinereiceps in der Roten Liste gefährdeter Arten der IUCN 2013.2. Eingestellt von: BirdLife International, 2012. Abgerufen am 6. Februar  2014.